# Habergy
Habergy (en gaumais et en wallon Haberdji, en luxembourgeois Hiewerdang) est un village de Lorraine belge dans l'extrême sud de la province de Luxembourg en Belgique. Administrativement il fait partie de la commune de Messancy, située en Région wallonne (Belgique). C'était une commune à part entière avant la fusion des communes de 1977. La section d'Habergy comprend les villages de Bébange, Guelff et Habergy.

## Étymologie
Le nom du village pourrait être dérivé du latin médiéval arbergare, « loger, héberger », ce qui peut laisser supposer la présence ancienne d'une auberge le long de la route traversant le village. Dans un document de 1292, le village porte le nom de Hawerdingen; en 1310, le nom devient Heiwerdingen, en 1480 Heverdingen et en 1602 Haberzy.

## Géographie
Habergy s'étend sur la seconde cuesta de la Lorraine belge. La superficie de son territoire est de 1187 ha 32 a 14 ca.
Le village fait partie du bassin hydrographique de la Meuse. Il est traversé par deux ruisseaux, la Kringelt et la Brebingerbach. Ceux-ci forment ensuite l'Heverdingerbach qui rejoignt l'Udingerbach près de Buvange puis se jette dans la Messancy et enfin dans la Chiers. L'altitude des plateaux oscille entre 360 et 400 mètres avec un point culminant à 402 mètres.
Du point de vue géomorphologique, le village fait partie de la région des terrasses; ces structures typiques auraient été façonnées par l'homme, peut-être à l'époque de l'impératrice Marie-Thérèse, pour favoriser la culture des céréales et des plantes sarclées.

## Démographie
Habergy compte, au 1er janvier 2020, 363 habitants (185 hommes et 178 femmes).

## Histoire
Dès l'époque romaine, une route secondaire traversait le territoire du village actuel. En 1060, une communauté d'habitants, vraisemblablement organisée autour d'une chapelle, peuplait déjà l'endroit. En 1331, on trouve la première mention du moulin de Hewerdingen. À la suite d'épidémies de peste (1604, 1626, 1636) et des ravages de la guerre de trente ans, le village perd près de trois quarts de sa population. À la période autrichienne, on note le retour d'une relative prospérité (construction d'une scierie, d'une foulerie, d'un tordoir, accordées par l'impératrice Marie-Thérèse), mais en 1793, Habergy est envahi par les troupes révolutionnaires françaises venues de Longwy. En 1806, la population compte 538 habitants. Après le départ des Français, la commune passe sous juridiction hollandaise, puis belge.
Vers 1880, Habergy atteint un sommet démographique avec plus de 800 personnes recensées; celles-ci parlent encore en grande majorité le dialecte germanique de l'endroit, alors que toutes les lois sont rédigées en français. Le peuplement important d'Habergy à cette époque est notamment dû aux droits d'affouage dont bénéficient les habitants. Après 1880, la population décroit rapidement; les raisons sont l'isolement du village par rapport aux industries sidérurgiques (Athus, Rodange, Longwy), l'émigration vers les États-Unis, et l'essoufflement progressif des activités liées à la forêt et à l'agriculture.
En 1910, l'ancienne église est démolie pour laisser place à l'édifice actuel. En 1914, lors de l'invasion allemande, le village souffre de la proximité du front. En janvier 1917, les autorités allemandes qui occupent le pays installent un poste militaire permanent à Habergy, et les habitants sont tenus de loger gratuitement les troupes allemandes de passage. Le village est moins marqué par le second conflit mondial.
En 1977, lors de la fusion des communes, Habergy est absorbé par la commune de Messancy.

## Liste des bourgmestres de 1830 à 1977
- Théodore Mauer (1830-1834).
- Antoine Peiffer (1835-1848).
- Jean-Pierre Rodesch (1849-1855).
- Jean-Nicolas Burton (1856-1870).
- Pierre Kettel (1870-1872).
- Jean-Joseph Feltes (1873-1890).
- Pierre Guelff-Burckel (1891-1907).

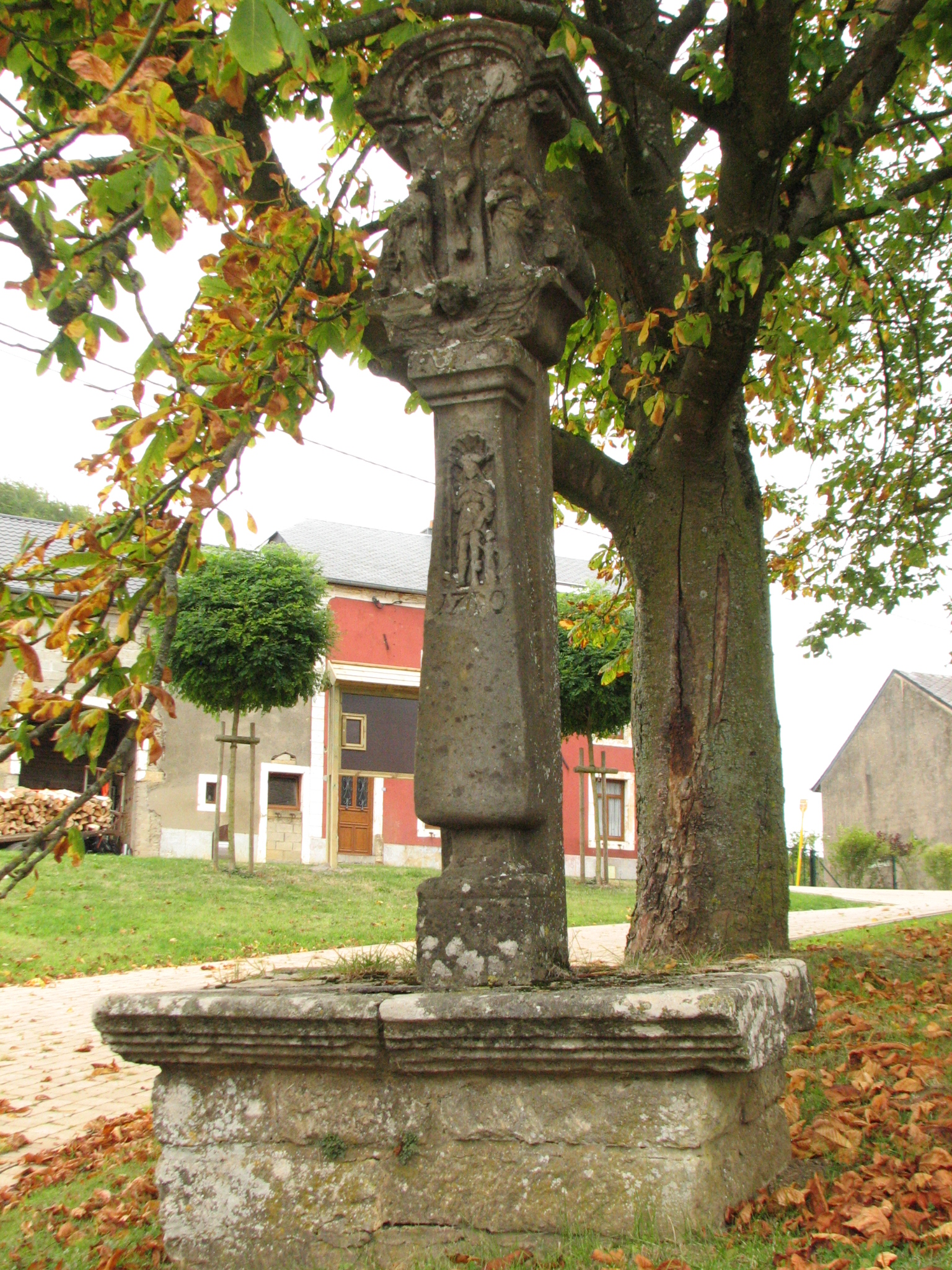
Un des calvaires d'Habergy.

- Nicolas Peiffer (1908-1919).
- Nicolas Mauer (1923-1926).
- Jean-Joseph Burton (1927-1929).
- Jean Guelff (1929-1938).
- Nicolas Mauer (1939-1946).
- Nicolas Reuter (1947-1958).
- Joseph Loutsch (1959-1964).
- Nicolas Reuter (1965-1970).
- Joseph Huberty (1971-1976).

## Patrimoine et culture

### Patrimoine architectural
- L’église est dédiée à saint Hilaire[10]. Le bâtiment actuel, néo-gothique, date de 1911, mais abrite quelques œuvres d'art de l'ancienne église qu'elle a remplacé. Ainsi: un bas-relief en grès du 16e siècle représentant saint Hilaire de Poitiers, des fonts baptismaux du 17e siècle, et des statues du 18e siècle[11].
- Le calvaire se trouvant devant l’église est classé. Datant de 1710, il représente saint Nicolas et une sainte non identifiée; sur le fût, saint Roch avec un ange[11].